# Víctimas de las organizaciones guerrilleras en Argentina en la década de 1970
Las víctimas de las organizaciones guerrilleras en Argentina en los años setenta son personas ―en su mayoría efectivos militares y policiales― asesinadas en enfrentamientos armados o en cautiverio, secuestradas o heridas por las guerrillas (ERP, FAR, Montoneros, FAP y otras organizaciones armadas de izquierda), que pretendían tomar el poder, durante su período de mayor actividad desde fines de los años sesenta, hasta su práctica disolución a fines de la década de los setenta, luego de la violenta represión llevada a cabo por los gobiernos constitucionales de Juan Domingo Perón y de María Estela Martínez y de la subsiguiente dictadura militar. Los reivindicadores de las víctimas de las organizaciones guerrilleras denominan tal período como "conflicto armado interno de Argentina".
Esas organizaciones guerrilleras tenían carácter irregular tanto durante los gobiernos constitucionales como en los períodos de 28 de junio de 1966 al 25 de mayo de 1973, y del 24 de marzo de 1976 al 9 de diciembre de 1983 en los cuales el poder era detentado de facto por las Fuerzas Armadas y de Seguridad de Argentina en carácter de Estado, aunque de facto durante la última dictadura militar.
Tanto los organismos de derechos humanos como el Poder Judicial de Argentina rechazan la pretensión de asimilar a las víctimas de las organizaciones terroristas guerrilleras con las del terrorismo de Estado ejercido por la última dictadura. Además, varios fallos judiciales rechazaron los reclamos al Estado de pago de compensaciones económicas formulados por familiares de esas víctimas de las guerrillas.

## Terminología
El informe Nunca Más dice que las autoridades de la dictadura usaron el término víctimas «de la subversión» con un alcance imprevisible durante la brutal caza de brujas durante el terrorismo de Estado.
En una entrevista para la revista española Cambio 16, el exdictador Jorge Rafael Videla señalaba sobre el concepto: «El término víctima del terrorismo no fue tenido en cuenta, se veían muertos y víctimas por atentados, pero los consideramos víctimas como tales de estas acciones subversivas. Hubo también secuestros y asesinados, pero nunca se les vio como víctimas del terrorismo».

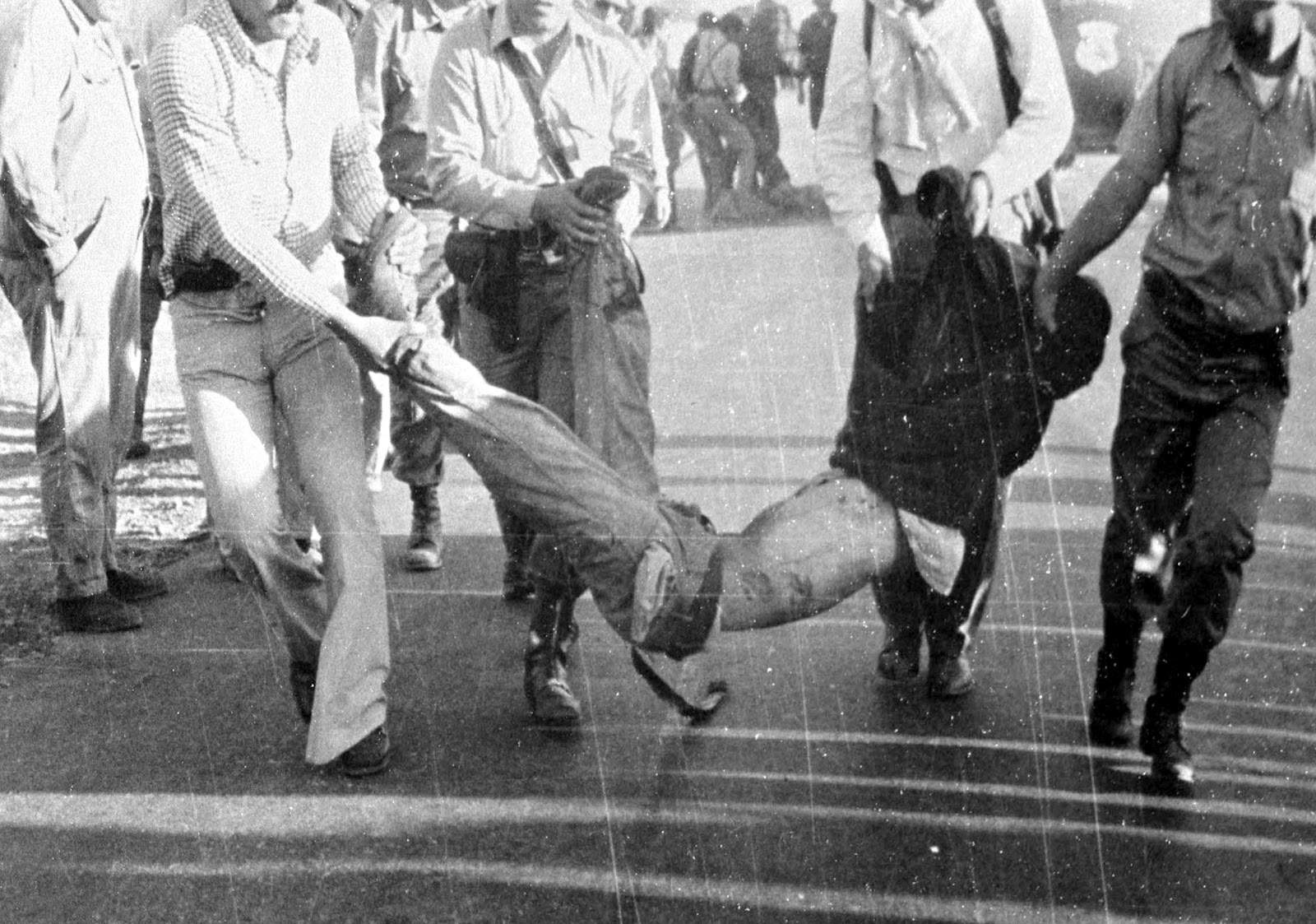
Masacre de Ezeiza en 1973.

Tres años después de las declaraciones de Adolfo Scilingo de los pormenores sobre los “vuelos de la muerte” y del reconocimiento que el general Martín Balza hiciera para pedir disculpas por las torturas y la desapariciones de personas perpetradas por el Ejército, el general Ramón Díaz Bessone publicó tres volúmenes de In Memoriam (1998) que sentaron las bases para el giro de la memoria militar hacia la figura de las «víctimas de la subversión». Según Valentina Salvi, en esa obra el asesinato de una niña de 4 años, Guillermina Cabrera, hija de un capitán del Ejército, ocurrida en marzo de 1960, ocupa el lugar protagónico que siempre había ocupado en la memoria militar el secuestro y asesinato de Pedro Eugenio Aramburu.

## Número y características de las víctimas

Operación Gardel llevada a cabo por Montoneros.

Fueron 1094 víctimas asesinadas por los grupos guerrilleros, según los últimos registros. Por acciones que en su mayoría fueron llevadas a cabo por el ERP las fuentes que han contabilizado las listas más profusas llegan a casi 700 personas.
Hugo Gambini publicó dos listas que, además de los nombres de «547 militares, marinos y aeronáuticos (oficiales, suboficiales y soldados); personal de policía, gendarmería y de prefectura», contiene los de 230 civiles, «políticos, empresarios, sindicalistas, funcionarios, diplomáticos, jueces, niños y desertores de la guerrilla» víctimas de estas organizaciones.
Entre ellas hubo filósofos como Carlos Alberto Sacheri, y Jordán Bruno Genta; políticos en actividad como Roberto Mario Uzal, o ya retirados como Arturo Mor Roig; sindicalistas que actuaban en la CGT como José Rucci y Dirck Kloosterman, o que pertenecían a la CGT de los Argentinos como Atilio Santillán.El Ejército Revolucionario del Pueblo en el n° 74 del 10 de abril de 1976 de su órgano oficial Estrella Roja incluyó un "Parte de Guerra" fechado el 22 de marzo de 1976 donde da cuenta que ha asesinado a Atilio Santillán porque:

"deshonró la gloriosa tradición de lucha del gremio azucarero poniéndose al servicio de la criminal oficialidad del ejército opresor desde la iniciación del feroz operativo antiguerrillero en curso...entregó al enemigo numeros y legajos de los mejores luchadores".

También fueron víctimas empresarios como Víctor Samuelson, Héctor Bartolomé Minetti, Bernardino Llaneza, Carlos Pulenta, Antonio Do Santos Larangueira, Francisco Soldati, Manuel Martínez y Ramón Samaniego; empleados como Alberto Abeigon y Ricardo Durán, delegados gremiales como José Pedro Chirino; diplomáticos extranjeros como los cónsules de Paraguay Joaquín Waldemar Sánchez o del Reino Unido Stanley Silvester; funcionarios de empresas del Estado como Francisco Schwer (de YPF); funcionarios civiles como Walter Klein (secretario de Coordinación y Programación Económica),  su esposa, y jueces como Jorge V. Quiroga.
A veces además del objetivo principal había víctimas que podían no tener relación. Por ejemplo en el asesinato del general Cesáreo Ángel Cardozo con una bomba tuvieron heridas su esposa e hijas; la bomba que mató al comisario Alberto Villar lo hizo también con su mujer, en el asesinato del general Jorge Esteban Cáceres Monié fue muerta a tiros su esposa, al ser asesinado el capitán Humberto Viola también lo fue su hija María Cristina de 3 años, en tanto la otra, María Fernanda, de 5, resultó muy herida; la esposa de Arturo Gay fue muerta en el asalto al Regimiento de Azul, y Paula ―la hija de 15 años del almirante Armando Lambruschini― murió al estallar una bomba en su domicilio, hecho que cobró la vida de dos vecinos; cuando mataron al general Juan Carlos Sánchez, una bala perdida mató a la señora Cuco de Ayala que atendía un kiosco en esa esquina. y cuando colocaron una bomba en un comedor policial al que raramente acudían altos oficiales, mataron seis personas que no realizaban tareas policiales en el lugar y a la visitante Josefina Melucci de Cepeda, de 42 años, casada, tres hijos, que había ido a comer con una amiga que también murió.

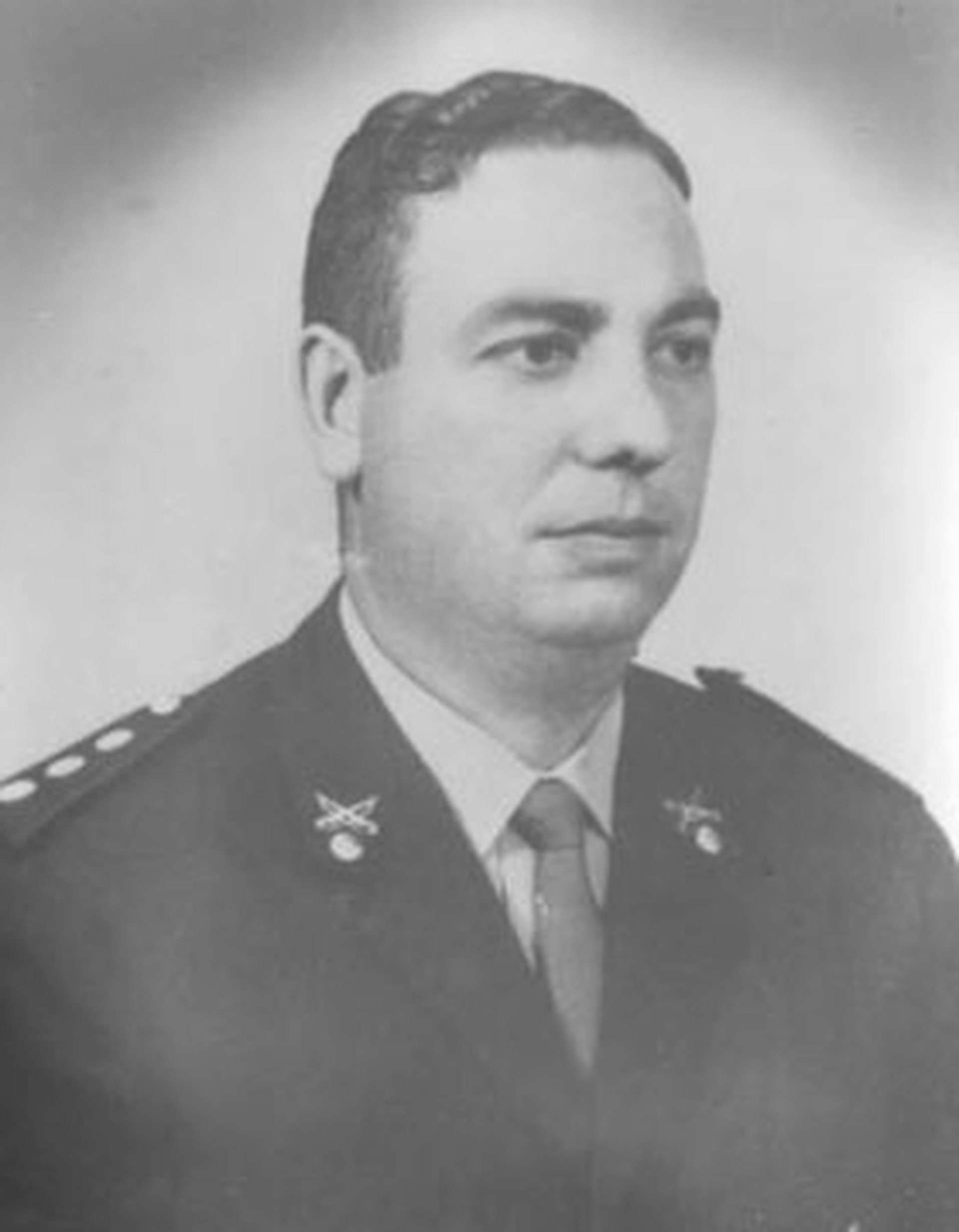
Argentino del Valle Larrabure, secuestrado por el ERP.

En algunos casos sus asesinatos se produjeron en cautiverio tiempo después de haber sido secuestrados, como ocurrió con Pedro Eugenio Aramburu, Roberto Moisés Echegoyen, Jorge Roberto Ibarzábal y Oberdan Sallustro y en otros, como el de Argentino del Valle Larrabure, murieron en cautiverio en discutidas las circunstancias.
Un caso especial fue el de Liliana Sofía Novakovsky, una joven de 25 años secuestrada en 1972 por las Fuerzas Argentinas de Liberación con la finalidad de obtener fondos para su actividad.
El 14 de febrero de 1975 es asesinado por Montoneros el diputado nacional por Santa Fe del Movimiento de Integración y Desarrollo, Hipólito Acuña, mientras estacionaba el auto enfrente de su casa.
En otro caso, el 8 de diciembre de 1975, cuando explotó un coche bomba enfrente de la Universidad de Belgrano, que mató a la estudiante Laura Ferrari (18 años). Esta acción no tenía como objetivo el asesinato de una persona específica. Por ello su madre, Lorenza Ferrari, considera que fue un acto de "terrorismo puro".
El 17 de diciembre de 1975 fue asesinado en un atentado el intendente del Partido de General San Martín, Alberto Manuel Campos, según Laura Ehrlich atribuido a Montoneros. En el mismo acto también resultaron muertos el Secretario de Hacienda, Carlos Ferrín, el chofer que los trasladaba, Santiago Álvarez, y un empleado municipal.

### Acciones de la guerrilla, según Viola

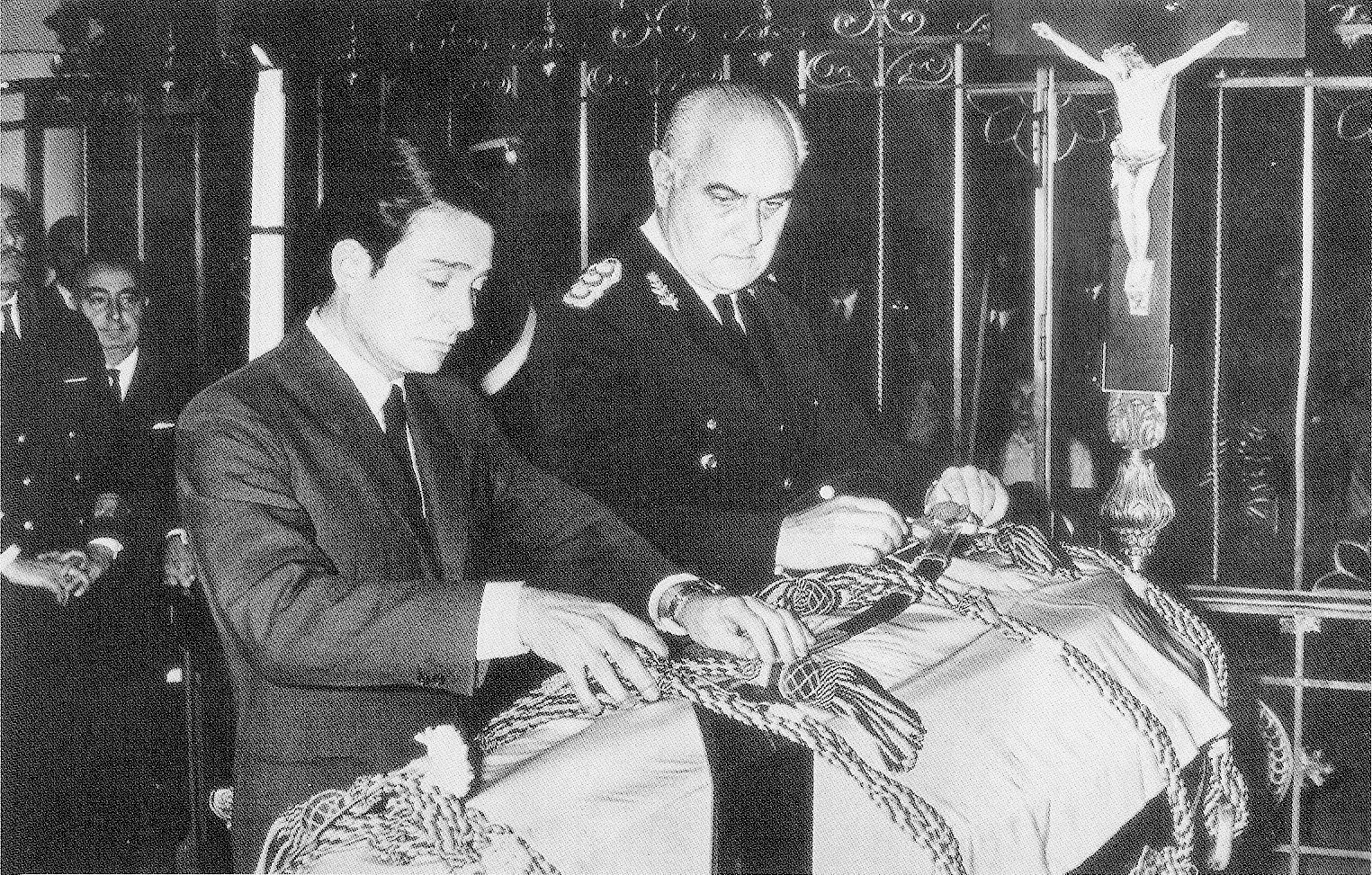
Funeral de Pedro Eugenio Aramburu, asesinado por los Montoneros en julio de 1970. En la imagen el general Alejandro Agustín Lanusse y el hijo de Aramburu.

Los siguientes datos fueron dados por la defensa del dictador Roberto Eduardo Viola y la sentencia considera que la atribución de todos los hechos a organizaciones guerrilleras eran "a lo menos, dudosa". 
Según la Policía Federal entre 1969 y 1979 hubo, en el ámbito que le compete, 138 hechos delictivos protagonizados por los grupos guerrilleros contra civiles, 9 secuestros y 3 atentados. Según la Policía de la Provincia de Buenos Aires entre 1969 y 1979 hubo, en el ámbito que le compete, 20 homicidios de civiles y, según el Ejército Argentino, entre 1969 y 1979 hubo, en el ámbito que le compete, 21642 acciones de la guerrilla: 8000 atentados explosivos, 1052 atentados incendiarios, 1311 secuestros de artefactos explosivos y 132 secuestros de material incendiario, 2013 intimidaciones con arma, 252 actos contra medios de comunicación social, 1748 secuestros, 1501 asesinatos, 551 robos de dinero, 589 robos de vehículos, 2402 robos de armamentos, 36 robos de explosivos, 111 robos de documentos, 17 robos de uniformes, 19 robos de material de comunicaciones, 73 robos de material sanitario, 151 de materiales diversos, 20 copamientos de localidades, 45 copamientos de unidades militares, policiales y de seguridad, 22 copamientos de medios de comunicación social, 80 copamientos de fábricas, 5 copamientos de locales de espectáculos públicos, 261 repartos de víveres, 3014 actos de propaganda, 157 izamientos de bandera y 666 actos intimidatorios.

## Agrupaciones de familiares
Las asociaciones de familiares son muy criticadas desde algunos medios que los acusan de justificar los crímenes de la dictadura y de reivindicar el terrorismo de Estado. Un sector de los familiares de las víctimas se agruparon en la asociación Familiares de Muertos por la Subversión (FAMUS) cuya vocera fue por muchos años Eve Solari de Berdina pero fue disuelta en 1991. FAMUS sostuvo que «la guerra no había terminado», ya que los «asesinos» se convirtieron en «víctimas sacrificadas» y los «héroes» en «prisioneros de guerra».

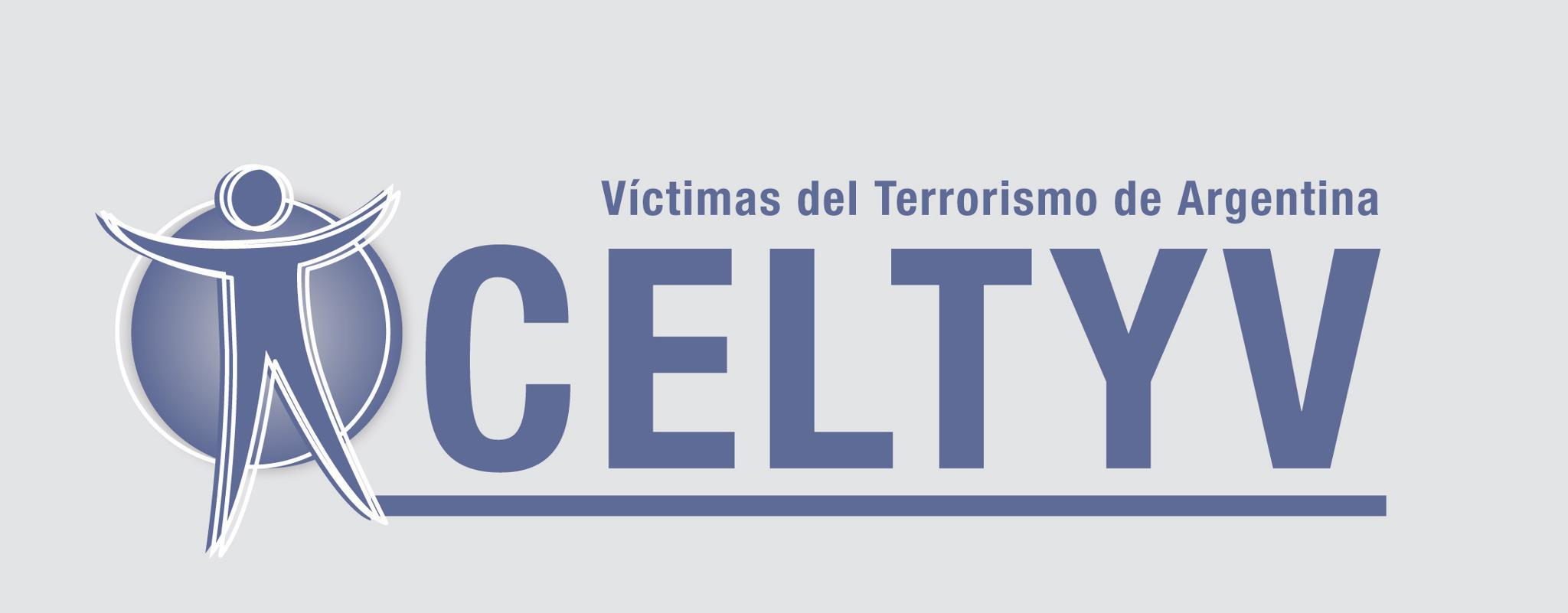
Centro de Estudios Legales sobre el Terrorismo y sus Víctimas (CELTYV)

En 2006, Victoria Villarruel fundó el Centro de Estudios Legales sobre el Terrorismo y su Víctimas (CELTYV) para agrupar a familiares de quienes padecieron a las organizaciones armadas. CELTYV con el objeto de contabilizar, defender y darle voz a las víctimas del terrorismo de izquierda, se basa en testimonios directos de los familiares y propone que otros más se acerquen a para reclamar por sus DD.HH. no reconocidos por el Estado argentino.
Cecilia Pando, esposa de Mercado, un mayor del ejército, fundó la «Asociación de Familiares y Amigos de los Presos Políticos de Argentina». También existe una «Asociación de Víctimas del Terrorismo de la Argentina» (AVTA) y la agrupación «Argentinos por la Memoria Completa».

## Comparación de los delitos de la guerrilla con el terrorismo de Estado
Las agrupaciones de familiares de víctimas consideran que la memoria social sobre la década de 1970 es una memoria “parcial”, por eso proponen la Memoria Completa. Este concepto, no sólo se apropia sino que también resignifica dos de las consignas históricas levantadas por los organismos de derechos humanos: Memoria y Verdad. De modo de presentar un relato sobre el pasado reciente tanto más verosímil cuanto más claro se refleja y se contrapone a la memoria de los desaparecidos y a la lucha de los organismos de derechos humanos.
Algunos sectores que exigen justicia y reparaciones para las víctimas de la guerrilla compararan los delitos imprescriptibles de lesa humanidad englobados en el terrorismo de Estado con los delitos de las organizaciones armadas guerrilleras. En 2008 la diputada Nora Ginzburg, presentó un proyecto, que no prosperó, para otorgar a los asesinatos a manos de la guerrilla estatus de crimen de lesa humanidad. La justicia argentina no aceptó colocar en un pie de igualdad ambos tipos de delitos a los efectos de la prescripción.

Es preciso dejar claramente establecido, porque lo requiere la construcción del futuro sobre bases firmes, que es inaceptable pretender justificar el terrorismo de Estado como una suerte de juego de violencias contrapuestas como si fuera posible buscar una simetría justificatoria en la acción de particulares frente al apartamiento de los fines propios de la Nación y del Estado, que son irrenunciables.
Nuevo prólogo del Nunca más, elaborado por la Secretaría de Derechos Humanos de Argentina, 2006.

En el caso de Argentino del Valle Larrabure, secuestrado durante 372 días por el ERP, tras lo cual apareció ahorcado, Marcelo Martín Bailaque ―juez federal IV de Rosario― ratificó el dictamen del fiscal general, que lo consideraba un crimen de lesa humanidad. Este fallo fue rechazado por la agrupación HIJOS. El juez señaló que correspondía dar intervención a la «Unidad de Asistencia para Causas por Violaciones a los Derechos Humanos durante el Terrorismo de Estado», pero la Unidad Fiscal de Coordinación y Seguimiento de las causas por violaciones a los Derechos Humanos cometidas durante el terrorismo de Estado, a cargo del fiscal general Jorge Auat y el coordinador de la unidad, Pablo Parenti, elevaron un informe que se oponía al fallo del juez y explicaba por qué «no es posible aplicar al caso la categoría de los crímenes de lesa humanidad ni la de los crímenes de guerra».
Luis Moreno Ocampo, fiscal jefe de la Corte Penal Internacional, en una entrevista periodística, declaró que, de ocurrir estos hechos en el contexto de las leyes internacionales actuales, podrían definirse como crímenes de lesa humanidad, ya que dichas leyes los definen como un ataque masivo y sistemático a la población civil, sin ser necesaria la intervención o aval del Estado.
Según Gustavo Bossert, exministro de la Corte Suprema de Justicia de la Nación, no es posible calificar los delitos cometidos por las organizaciones armadas como de lesa humanidad ya que, no se ha logrado hasta ahora una definición universal aceptada de terrorismo para calificarlo como "delito contra la humanidad". Ningún organismo internacional, ni la Convención Interamericana contra el Terrorismo ni el Estatuto de Roma han definido los crímenes cometidos por organizaciones terroristas como crímenes de lesa humanidad.

### Reparación y recuerdo de las víctimas
De las citadas diferencias entre crímenes imprescriptibles del terrorismo de Estado y crímenes de la guerrilla se desprende que las reparaciones y recuerdo de las víctimas de ambos crímenes son también diferenciados, algo criticado por los sectores que buscan un reconocimiento de las víctimas de las guerrilla. En este sentido, el dirigente peronista Julio Bárbaro manifestó que éstas deberían estar en los museos de la memoria y que «nuestra sociedad necesita que esos grupos guerrilleros asuman sus responsabilidades de otros tiempos; de lo contrario, este conflicto y sus consecuencias parecen lejos de un posible final».
La Cámara de Diputados aprobó en 2012 un fallido proyecto de ley de los diputados formoseños Buryaile y Díaz Roig, que establecía que las familias de 16 personas muertas por los integrantes de Montoneros en el ataque al Regimiento de Infantería Monte 29 de Formosa ―diez conscriptos, dos policías provinciales, dos civiles y un subteniente y un sargento pertenecientes al Ejército―, percibirían como indemnización por única vez, un millón de pesos. 
La aprobación fue con 135 votos a favor, 18 en contra y 43 abstenciones, con votos cruzados entre los bloques peronistas, radicales y socialistas. Hubo declaraciones de rechazo al otorgamiento de indemnizaciones de la agrupación HIJOS y de la Liga Argentina por los Derechos del Hombre y la ley no fue tratada en el Senado, perdiendo en 2014 estado parlamentario.

#### Homenaje en Formosa
En la provincia norteña, desde 2002 ―a partir de la sanción de la ley provincial n.º 1395―, los 5 de octubre de cada año se conmemora el Día del Soldado Formoseño. En dicha fecha se realiza un acto homenaje público en la Plaza de Armas de la Victoria del Regimiento de Infantería de Monte 29, encabezado por el gobernador de la provincia y las autoridades de las fuerzas armadas.